# Вељки Гроб
Вељки Гроб (слч. Veľký Grob) насељено је мјесто са административним статусом сеоске општине (слч. obec) у округу Галанта, у Трнавском крају, Словачка Република.

## Становништво
| Година:    | 1994. | 2004.   | 2014.   | 2024.    |
| ---------- | ----- | ------- | ------- | -------- |
| Број људи: | 1247  | 1290    | 1307    | 1451     |
| Разлика:   |       | +3,44 % | +1,31 % | +11,01 % |

| Година:    | 2023. | 2024.   |
| ---------- | ----- | ------- |
| Број људи: | 1459  | 1451    |
| Разлика:   |       | -0,54 % |

Према подацима о броју становника из 2011. године насеље је имало 1.259 становника.